# جاسم المعاوده
جاسم المعاوده (عربی: جاسم سلمان المعاودة؛ ۲۵ نوامبر ۱۹۳۶ – ۱۶ مهٔ ۲۰۱۷) بازیکن سابق و مربی فوتبال اهل بحرین بود.
از باشگاه‌هایی که در آن بازی کرده است می‌توان به باشگاه ورزشی المحرق اشاره کرد.